# Post SG Gotenhafen
Post SG Gotenhafen was een Duitse voetbalclub uit Gotenhafen, Danzig-West-Pruisen, dat tegenwoordig tot Polen behoort en sindsdien bekend is onder de naam Gdynia.

## Geschiedenis
De club werd in 1940 opgericht nadat het Woiwodschap Pommeren werd geannexeerd door het Derde Rijk. Voor de Eerste Wereldoorlog behoorde Gdingen tot West-Pruisen en was slechts een klein dorpje. Nadat West-Pruisen aan Polen werd afgestaan werd de naam in Gdynia veranderd en groeide dit dorpje uit tot een grote havenstad van meer dan 100.000 inwoners. Nadat de stad opnieuw onder Duitse vleugels kreeg het niet de naam Gdingen zoals het vroeger heette, maar werd het Gotenhafen.
Post Gotenhafen promoveerde in 1943 samen met Danziger SC naar de Gauliga Danzig-Westpreußen, de toenmalige hoogste klasse. De club werd met twee punten achterstand op Luftwaffen-SV Danzig vicekampioen en had twaalf punten voorsprong op eerste achtervolgers SV Neufahrwasser en BuEV Danzig. Het volgende seizoen werd niet voltooid, maar hier nam de club niet aan deel. Wel speelden Reichsbahn Gotenhafen en Kriegsmarine Gotenhafen in de competitie.
Na de Tweede Wereldoorlog werd Gotenhafen opnieuw Pools en nam weer de naam Gdynia aan. De club werd ontbonden.